# Río Suquía
Der Río Suquía, auch Río Primero, ist ein Fluss im zentralen Argentinien. 
Der Name Río Suquía stammt aus der Sprache der Comechingones-Indianer, während der Name Río Primero (deutsch: Erster Fluss) von den Spaniern stammt, die das Gebiet des zentralen Argentinien von Nord nach Süd kolonisierten und daher alle wichtigen Flüsse, auf die sie stießen, einfach durchnummerierten.

## Verlauf
Die Zuflüsse des Río Suquía entspringen in den Sierras de Córdoba (wichtigste Zuflüsse: Río San Antonio und Río Cosquín). Ab dem Stausee Lago San Roque am Zusammenfluss dieser beiden Flüsse nimmt der Fluss seinen Namen an und durchquert die Sierra Chica, die Städte La Calera, Córdoba, Capilla de los Remedios, Río Primero und Santa Rosa de Río Primero, um schließlich in den abflusslosen See Laguna Mar Chiquita zu münden.